# Кампбелтаун (Пенсилванија)
Кампбелтаун (енгл. Campbelltown) насељено је место без административног статуса у америчкој савезној држави Пенсилванија.

## Демографија
По попису из 2010. године број становника је 3.616, што је 1.201 (49,7%) становника више него 2000. године.
| Група             | 2000.         | 2010.         |
| Белци             | 2.335 (96,7%) | 3.375 (93,3%) |
| Афроамериканци    | 18 (0,7%)     | 37 (1,0%)     |
| Азијати           | 23 (1,0%)     | 82 (2,3%)     |
| Хиспаноамериканци | 18 (0,7%)     | 83 (2,3%)     |
| Укупно            | 2.415         | 3.616         |